# Свьонтки (Вармінсько-Мазурське воєводство)
Свьонтки (пол. Świątki, нім. Heiligenthal) — село в Польщі, у гміні Свьонтки Ольштинського повіту Вармінсько-Мазурського воєводства.
Населення — 893 особи (2011).
У 1975-1998 роках село належало до Ольштинського воєводства.

## Демографія
Демографічна структура станом на 31 березня 2011 року:
|          | Загалом | Допрацездатний вік | Працездатний вік | Постпрацездатний вік |
| -------- | ------- | ------------------ | ---------------- | -------------------- |
| Чоловіки | 441     | 98                 | 307              | 36                   |
| Жінки    | 452     | 78                 | 298              | 76                   |
| Разом    | 893     | 176                | 605              | 112                  |